# Pilar Roldánová
María del Pilar Roldánová Tapiaová (18. listopadu 1939 Ciudad de México, Mexiko) je bývalá mexická sportovní šermířka, která se specializovala na šerm fleretem. Mexiko reprezentovala v padesátých a šedesátých letech. Na olympijských hrách startovala v roce 1956, 1960 v soutěži jednotlivkyň a v roce 1968 v soutěži jednotlivkyň a družstev. V soutěži jednotlivkyň získala na olympijských hrách 1968 stříbrnou olympijskou medaili.